# Ptérodactyles (téléfilm)
Cet article concerne un film américain. Pour l'espèce de reptile du Jurassique, voir Ptérodactyle.
Pour plus de détails, voir Fiche technique et Distribution.
Ptérodactyles (Pterodactyl) est un téléfilm américain réalisé par Mark L. Lester et diffusé le 27 août 2005 sur Sci Fi Channel.

## Synopsis
Un groupe d’apprentis archéologues chaperonné par le professeur Michael Lovecraft se rendent en pleine forêt, à la frontière turquo-arménienne. Au même moment et au même endroit, un commando de l’armée américaine tente de capturer un rebelle. Une rencontre improbable où ils devront unir leurs forces pour faire face à une menace qui, a priori, semblait impossible : des ptérodactyles, bel et bien vivants… 

## Fiche technique
- Titre : Ptérodactyles
- Titre original : Pterodactyl
- Réalisation : Mark L. Lester
- Scénario : Mark Sevi
- Musique : John Dickson
- Photographie : George Mooradian (de)
- Montage : Donn Aron
- Décors : Olga Rosenfelderova
- Costumes : Iveta Trmalova
- Production : Dana Dubovsky, Mark L. Lester, Donn Aron et Rafael Jordan
- Société de production : American World Pictures
- Pays d'origine : États-Unis
- Format : Couleurs - 1,85:1 - Dolby Digital - 35 mm
- Genre : Action, aventure, thriller, horreur et science-fiction
- Durée : 93 minutes
- Dates de sortie : 11 mai 2005 (marché du film de Cannes), 27 août 2005 (première diffusion télévisée États-Unis), 21 septembre 2006 (première diffusion télévisée France)

## Distribution
- Cameron Daddo (VF: Eric Legrand[2]): le professeur Michael Lovecraft
- Coolio : le capitaine Bergen
- Amy Sloan (en) : Kate Heinlein
- George Calil (en) : Serling
- Ivo Cutzarida : Yolen
- Steve Braun (en) : Willis Bradbury
- Mircea Monroe : Angie Lem
- Jessica Ferrarone : Zelazny
- Danna Lee : Gwen Kemper
- Howie Lotker : Jason Donaldson
- Dusan Fager : Burroughs
- Todd Kramer : Clarke
- David Nykl : Herbert
- Petr Jákl (en) : Tezo
- Mikulás Kren : Berk

## Autour du film
- Le tournage s'est déroulé à Prague, en Tchéquie.
- Au tout début du film, les deux jeunes garçons qui trainent en ville sont interprétés par Jason Lester et Justin Lester, les fils du cinéaste.
- Plusieurs personnages sont nommés d'après de célèbres écrivains de science-fiction : Bradbury, Burroughs, Clarke, Heinlein, Herbert, Lovecraft, Serling et Zelazny.